# 6-Metil-MDA
La 6-metil-3,4-metilendiossiamestamina (noto anche come 6-Metil-MDA) è un farmaco entactogeno e psichedelico della classe delle anfetamine.
È stato sintetizzato per la prima volta alla fine degli anni 90 da una squadra di chimici che includeva David E. Nichols alla Purdue University mentre si studiavano i derivati di MDA e MDMA.
6-Metil-MDA ha valori IC 50 di 783nM, 28,300nM e 4.602nM per inibire la ricaptazione di serotonina, dopamina e noradrenalina nei sinaptosomi di ratto.
Negli studi sugli animali sostituisce MBDB , MMAI , LSD e DOI , sebbene non sia un'anfetamina, ma solo parzialmente e a dosi elevate. Così, sebbene è meno potente dei suoi analoghi 2-Metil-MDA e 5-Metil-MDA e circa la metà meno potente dell'MDA, il 6-metil-MDA è ancora significativamente attivo.